# Karotenoidy

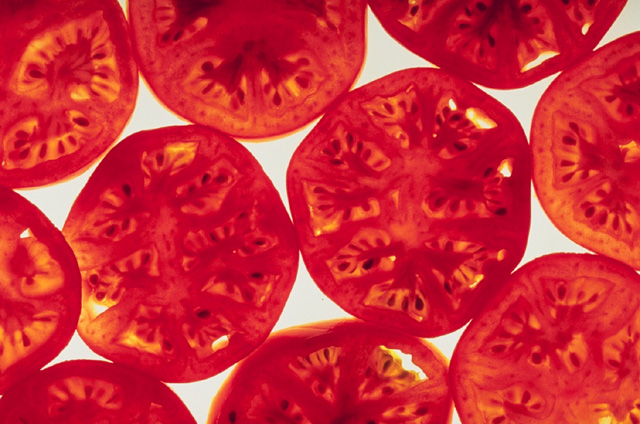
Karotenoidy są odpowiedzialne za barwę m.in. pomidorów

Karotenoidy – grupa organicznych związków chemicznych, pochodnych węglowodorów nienasyconych o szczególnej budowie, żółte, czerwone, pomarańczowe i różowe barwniki roślinne, występujące w chloroplastach i chromatoforach. Karotenoidy należą do naturalnych przeciwutleniaczy.
Karotenoidy należą do prekursorów witaminy A i są głównym dietetycznym źródłem tej witaminy u człowieka. W przewodzie pokarmowym powstaje retinal, który następnie jest przekształcany do retinolu.
Jedną z funkcji karotenoidów jest zabezpieczanie przed reaktywnymi formami tlenu powstających podczas fotosyntezy (aktywność przeciwutleniająca).

## Budowa karotenoidów

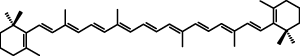
Budowa β-karotenu

Karotenoidy zbudowane są z jednostek izoprenowych, zawierających pięć atomów węgla, należą do 40-węglowych terpenoidów, czyli tetraterpenoidów. Karotenoidowy szkielet węglowy C40 budowany jest przez kolejne dodawanie jednostek C5.
Z chemicznego punktu widzenia, charakterystyczną cechą karotenoidów jest występowanie dwóch pierścieni cykloheksylowych połączonych długim łańcuchem węglowym, w którym występuje układ szeregu sprzężonych wiązań podwójnych węgiel–węgiel. Są to więc mieszane cykliczno-liniowe polieny. Jak dotąd zidentyfikowano i opisano około 800 karotenoidów.

## Rola karotenoidów
Związki te pełnią pomocniczą rolę w procesie fotosyntezy, ponieważ absorbują pewne zakresy promieniowania świetlnego (niebieska, fioletowa) aby następnie przekazywać energię stanu wzbudzonego na cząsteczkę chlorofilu. Pełnią również funkcję ochronną przed procesami fotooksydacji, na które narażone są głównie nienasycone kwasy tłuszczowe lipidów chloroplastowych. W liściach, ich barwa jest maskowana przez zieloną barwę barwników chlorofilowych, uwidocznia się to jesienią, kiedy chlorofile są degradowane przez enzymy: chlorofilazę, decheletazę i oksygenazę feoforbidu a, która katalizuje otwarcie pierścienia porfirynowego w feoforbidzie – ostatnim związku o barwie zielonej na szlaku rozkładu chlorofilu. Przykładem karotenoidu jest β-karoten. Karotenoidy nadają również barwę innym częściom rośliny, np. korzeniowi marchewki.
Zazwyczaj występują w komórce w zdecydowanie mniejszych stężeniach niż chlorofile. Nie rozpuszczają się w wodzie. Ich cechą jest fotolabilność – ulegają przemianom w obecności światła. Ponadto spełniają ważną rolę ochronną przed uszkodzeniem fotosystemu spowodowanym nadmiarem docierającej energii świetlnej, pochłaniając ją i powodując jej dyspersję (czyli rozproszenie) albo też przekierowując na inne procesy fizjologiczne w komórce.

## Przykłady występowania karotenoidów u roślin
- zielone części: w liściach i łodygach (wraz z chlorofilem w chromatoforach, w formie bezpostaciowej lub krystalicznej),
- nie zielone blaszki liści (liście etiolowane – przede wszystkim ksantofile),
- liście jesienne – po rozłożeniu chlorofilu pozostają karotenoidy, dając piękne zabarwienie,
- kwiaty, u rodzin jednoliściennych i dwuliściennych
- owoce i ziarna
- korzenie następujących roślin:Daucus carota, Beta vulgaris, Brassica rapa, Ipomoea batatas, Escobedia sabrifolia, Pastinaca sativa[2][3],

## Źródło karotenoidów w diecie człowieka
Podstawowym źródłem karotenoidów w diecie człowieka są żółto oraz czerwono zabarwione warzywa i owoce oraz ciemnozielone warzywa liściaste. Najbogatszym naturalnym źródłem karotenoidów są (μg/100 g):
- marchew (9000)
- słodkie ziemniaki (9000)
- dynia (8000)
- pietruszka naciowa (5410)
- jarmuż (5350)
- szpinak (4200)
- papryka (3150)
- morele (1500)
- brokuł (920)
- pomidor (420)[4]

## Aktywność biologiczna karotenoidów
| Karotenoid     | Aktywność biologiczna w stosunku do beta-karotenu (%) |
| -------------- | ----------------------------------------------------- |
| beta-karoten   | 100                                                   |
| kryptoksantyna | 55                                                    |
| alfa-karoten   | 50                                                    |
| gamma-karoten  | 30                                                    |